# فرانسیس تایلر
فرانسیس تایلر (انگلیسی: Francis Tyler; ۱۱ دسامبر ۱۹۰۴ – ۱۱ آوریل ۱۹۵۶) ورزشکار بابسلد اهل ایالات متحده آمریکا بود.
از افتخارات وی می‌توان به کسب مدال طلا در بازی‌های المپیک زمستانی ۱۹۴۸ اشاره کرد.